# Dominator Sports Cars
Dominator Sports Cars Limited war ein britischer Hersteller von Automobilen.

## Unternehmensgeschichte
Paul Stuart Leggott gründete am 19. November 2003 das Unternehmen in Kingston upon Hull in der Grafschaft East Riding of Yorkshire. Er begann 2004 mit der Produktion von Automobilen und Kits. Der Markenname lautete Dominator. 2005 endete die Produktion. Am 4. September 2007 wurde das Unternehmen aufgelöst. Die Internetseite allcarindex.com gibt davon abweichend die Produktionszeit mit 2000 bis 2007 an.
Insgesamt entstanden etwa acht Exemplare.

## Fahrzeuge
Das einzige Modell war der TS 400. Dies war ein offener Rennsportwagen, der in erster Linie für die Rennstrecke geeignet war. Doch konnte er laut Angaben des Herstellers auch eine Straßenzulassung erhalten. Verschiedene Motoren, auch Motorradmotoren, trieben die Fahrzeuge an.